# Liane Schneider
Liane Schneider (* 1957) ist eine deutsche Kinderbuch-Autorin. Sie ist Verfasserin der erfolgreichen Buchreihe Meine Freundin Conni.

## Leben und Wirken
Nach dem Studium der Fächer Chemie und Kunst arbeitete Schneider als Lehrerin. Als ihre Tochter Cornelia 1990 in den Kindergarten kam, schrieb Liane Schneider die erste Geschichte und schickte das Manuskript an den Carlsen Verlag. Dieser nahm Schneider unter Vertrag und verlegt die Geschichten mit Illustrationen von Eva Wenzel-Bürger, Annette Steinhauer bzw. Janina Görrissen als Pixi-Bücher. Auf Grund des großen Erfolges erschienen gebundene Bilderbücher. Mittlerweile sind 60 Bücher in Deutschland erschienen, und jedes Jahr schreibt Liane Schneider vier weitere. Insgesamt wurden über 25 Mio. Bücher verkauft und die Conni-Reihe in 30 weiteren Ländern veröffentlicht, darunter Frankreich (Conni heißt hier Lola), Spanien (Berta), Polen (Zuzia) und die Türkei (Elif). Um die deutsche Kultur zu vermitteln, werden Conni-Bücher an amerikanischen Universitäten und in Deutschland bei der Integration von Flüchtlingen eingesetzt.
Schneider ließ den Charakter der Conni mit ihren Lesern altern und Bücher für Kinder ab 7, ab 10 und ab 12 Jahren entwickeln. Für diese Reihe werden die Texte allerdings von anderen Autoren verfasst. 2016 erschien die erste Kinoverfilmung mit dem Titel Conni & Co mit Emma Schweiger in der Hauptrolle. Ein zweiter Teil, mit dem Titel Conni & Co 2 – Das Geheimnis des T-Rex, kam 2017 in die Kinos. Emma Schweiger übernahm wieder die Hauptrolle.
Schneider lebt in Garbsen bei Hannover.

## Werke

### Illustriert von Eva Wenzel-Bürger
- Conni auf dem Bauernhof (ISBN 978-3-551-08604-4)
- Conni backt Pizza (ISBN 978-3-551-08639-6)
- Conni bekommt eine Katze (ISBN 978-3-551-08897-0)
- Conni fährt Ski (ISBN 978-3-551-08922-9)
- Conni feiert Weihnachten (ISBN 978-3-551-08858-1)
- Conni geht zelten (ISBN 978-3-551-08884-0)
- Conni geht zum Arzt (ISBN 978-3-551-08607-5)
- Conni geht zum Zahnarzt (ISBN 978-3-551-08627-3)
- Conni im Krankenhaus (ISBN 978-3-551-08632-7)
- Conni kommt in den Kindergarten (ISBN 978-3-551-08828-4)
- Conni kommt in die Schule (ISBN 978-3-551-08846-8)
- Conni lernt Rad fahren (ISBN 978-3-551-08648-8), auch erschienen unter dem Titel Conni fährt Fahrrad
- Conni lernt reiten (ISBN 978-3-551-08623-5)
- Conni macht das Seepferdchen (ISBN 978-3-551-08630-3)
- Conni macht Musik (ISBN 978-3-551-08821-5)
- Conni spielt Fußball (ISBN 978-3-551-08660-0)
- Conni tanzt (ISBN 978-3-551-08629-7)
- Conni und das neue Baby (ISBN 978-3-551-08618-1)
- Conni und der Osterhase ((ISBN 978-3-551-08655-6)
- Connis erster Flug (ISBN 978-3-551-08891-8)
- Conni hat Geburtstag! (ISBN 978-3-551-08892-5)
- Conni zieht um (ISBN 978-3-551-08644-0)
- Conni geht in den Zoo (ISBN 978-3-551-51590-2)
- Conni hilft Mama (ISBN 978-3-551-51589-6)
- Conni ist krank (ISBN 978-3-551-51673-2)
- Conni schläft im Kindergarten (ISBN 978-3-551-08942-7, ISBN 978-3-551-51587-2)
- Conni und ihr Lieblingspony

### Illustriert von Annette Steinhauer
- Conni lernt backen. 2006, ISBN 978-3-551-51691-6
- Conni lernt backen. 2008, ISBN 978-3-551-08981-6
- Conni im Kindergarten. 2009, ISBN 978-3-551-16712-5
- Conni lernt backen. 2009, ISBN 978-3-551-05790-7 (Pixi-Serie 190)
- Conni erlebt die Jahreszeiten. Mit Conni-Jahresuhr zum Herausnehmen. 2010, ISBN 978-3-551-16850-4
- Conni geht verloren. 2010, ISBN 978-3-551-08826-0
- Conni beim Frisör. 2010, ISBN 978-3-551-08961-8
- Conni in den Bergen. 2010, ISBN 978-3-551-08932-8